# Dům na náměstí Republiky čp. 134
Dům na náměstí Republiky čp. 134 (č. orient. 20) je městský řadový dům situovaný v jižní frontě domů na náměstí Republiky v Plzni.

## Historie
Dům je v jádru středověký z doby kolem roku 1500 a jedná se o jeden z pouze dvou domů v Plzni, ve kterých se dochovaly původní gotické obytné prostory.
Z historických majitelů jsou známi:
- do roku 1623 rodina kramářů Volfů, později zvaných Kunclové z Ploskovic
- 1623–88 Mikuláš Mirobell
- 1688–96 malíř František Seeblumer

V roce 1733 byl nájemcem domu městský hejtman Václav Nigrin.
Dům byl přestavován v období renesance a poté v pozdním baroku. Významné úpravy pak proběhly v letech 1872 a 1890, z této doby také pochází současná fasáda domu.

## Architektura
Dům je řadový, dvoupatrový, zděný, střecha je sedlová. Průčelí je dvouosé, zakončené atikovým polopatrem a štítem. V přízemí jsou umístěny dva portály: pravý, který vedl do mázhausu, je zaklenut polokruhovým obloukem a ve cviklech má diamantový vzor, levý, původně vedoucí do krámu, je zaklenut segmentovým obloukem a ve vrcholu má klenák. Přízemí je v omítce členěno pásováním, patra pak bosovanými lizénami. Okna ve druhém patře jdou zdobena trojúhelníkovými frontony. Štít má po stranách voluty a je završen polokruhem. V interiéru jsou v přízemí zachovány valené klenby s lunetami.